# Neonaphorura hexaspina
Neonaphorura hexaspina is een springstaartensoort uit de familie van de Tullbergiidae. De wetenschappelijke naam van de soort is voor het eerst geldig gepubliceerd in 1991 door Arbea & Mateos.